# Caloplaca durietzii
Caloplaca durietzii (Дуриетзов наранџасти лишај) је глатки жућкасто-наранџасти лишај са издуженим режњевима који расте на дрвету или кори у југозападној Северној Америци. Обично се види да расте на старим бриљантима у националном парку Joshua Tree, у пустињи Мохаве. Припада роду гљива Caloplaca из породице Teloschistaceae. Сличан је са Caloplaca microphyllina.

## Облик раста
Расте попут брадавичасте коре или  ареолата (разбијена на површини у „ареоле“ који изгледају попут полигоналног „острва“ у сувом кориту језера са малим конвексним ареолама или брадавицама, и без проталуса. Ареоли су мали и конвекси или брадавичасти.

## Репродукција
Апотециа (плодни део гљивице) има дискове који су тамније наранџасте боје у односу на  главни део тела. Равни диск апотеције је тамније наранџасте боје и окружен је наранџастим ткивом сличним талусу. Апотеција пречника 0,2-0,7 мм. Асци који носе споре су цилиндрични, са по 8 спора. 

## Станиште и распрострањеност
Обично се налази у пустињи Мохаве, а налази се и раштркан на разним местима у Калифорнији, Аризони, и Сонори, Мексико. Не јавља се изван Северне Америке и уобичајен је у пустињи Мојаве на старим боровима (Juniperus californica), где се појављује и на пињони (Pinus monophylla) у националном парку Joshua Tree.  У националном парку Joshua Tree пронађено је у планинама Малог Сан Бернардина и на планини Риан. Расте и на другим локацијама у Калифорнији, укључујући прелаз Банинг, планине Сан Јацинто и планине Санта Моника, где га је сакупио Х.Е. Хассе,  и на острву Санта Круз где расте на храсту.  Пријављено је да расте на смреци у гранитним планинама пустиње Мохаве.